# Ermita de Santa Elena d'Ares del Maestrat
L'ermita de santa Elena d'Ares del Maestrat, a la comarca de l'Alt Maestrat, és un lloc de culte catalogat com Bé de Rellevància Local, amb la categoria de Monument d'interès local des de
L'ermita se situa en la masia del mateix nom, encara que antigament es coneixia com a Masia dels Solanelles. Construïda sobre el monticle en el qual s'estén el caseriu del mateix nom, a uns 1000 metres d'altitud i uns cinc quilòmetres del nucli poblacional de Llauris, a l'extrem occidental del terme. S'accedeix a aquesta pedania per un desviament, a una pista, en el km. 28 de la carretera CV-15 en direcció a Vilafranca.

## Història
La construcció es deu a una promesa feta per Miguel García del Mes de Racó i va ser sufragada amb els donatius dels habitants de Llauris, molts dels quals van haver de fer les seves aportacions principalment en espècies: llana i blat. Existeix un quadern que recull dades sobre les obres de l'Ermita.
Va sofrir grans danys durant la Guerra Civil, cremant-se el seu interior, la qual cosa va iniciar un període de decadència i abandó, que va quedar solucionat des de finals del segle xx, mitjançant una sèrie d'intervencions dins d'un programa de restauració i recuperació completa de l'ermita.

## Arquitectura
Es tracta d'un edifici de 18 metres de llarg per 10 d'ample (més els atris), construït seguint els cànons de l'estil barroc rural. Està datada a la fi de la primera meitat del segle xviii. Es va finalitzar en 1763, any en el qual es va oficiar la primera missa en el temple, malgrat això les obres van continuar amb ampliacions que es van estendre durant deu anys, fins que en 1773 es van afegir els pòrtics i el Saló de l'Ajuntament.
En la construcció és de destacar la façana, que presenta una portada de pedra amb el relleu esculpit de Santa Elena, per les seves dimensions. Són curiosos els atris o pòrtics laterals que presenta per a refugi tant de pelegrins com de cavalleries. L'atri de l'esquerra, que servia de cavallerissa, presenta una prolongació del sostre de l'ermita, que és a dues aigües, i presenta arcs encegats. Mentre l'atri de la dreta, que presenta sostre independent de la de l'ermita, servia de refugi als pelegrins i sobre ell es va construir el que es coneix com a "Saló de l'Ajuntament”, ja que era la zona en la qual se situaven els components de la corporació municipal quan acudien a l'ermita. La porta d'accés està a diferent nivell cosa que fa precisa l'existència d'unes escales per arribar a ella.
Presenta com rematament una espadanya, en la qual es disposa «María», la campana de 24 centímetres de diàmetre i un pes aproximat de 8 quilos, que va ser instal·lada l'any 1763, segons una inscripció en la mateixa.
L'interior presenta tres arcades i una cúpula. La decoració interior és a força de pintures policromades (dibuixos geomètrics, florals i religiosos, amb representacions bíbliques i de sants) tant en les diverses capelles laterals, com en la coberta que és en volta de canó, les quals van ser restaurades en diverses intervencions realitzades entre els anys 2003 i 2004, gràcies a un conveni de col·laboració signat entre la Facultat de Belles arts de la Universitat Politècnica de València i la Fundació Blasc d'Alagó.
A més pot observar-se l'existència d'un cor alt, un altar major (dedicat a santa Elena), així com sis capelles laterals buides.
La festivitat se celebra el primer diumenge després del dia 3 de maig, malgrat que santa Elena és el dia 23 de juliol, i entre els actes festius destaca el romiatge que s'hi porta des de 1742.